# 上木恋愛研究所
キューティーうえき feat.こうの（キューティーうえき フィーチャリングこうの）は、日本のお笑いコンビ。浅井企画所属。旧芸名：上木恋愛研究所（うえきれんあいけんきゅうじょ）。

## メンバー
キューティーうえき（1978年6月20日 -（46歳））
ボケ担当。旧芸名：キューティー上木
かつてはベイビー谷本との「上木総合研究所」や、よろこんで佐藤との「あめん」として活動。元相方はどちらも引退している。
中岡創一（ロッチ）の右腕的存在。

feat.こうの（フィーチャリングこうの、1987年1月27日 -（38歳）
ツッコミ担当。旧芸名：ロマンス河野
本名、河野 将也（こうの まさや）。広島県広島市出身。身長166 cm、体重100 kg。血液型はO型。BWHはそれぞれ118・128・112。足の大きさ27 cm。
趣味はサッカー、ゴルフ。特技はサッカー、ウイニングイレブン。
普通自動車免許、調理師免許を所持している。
NSC東京校12期出身（同期はジャングルポケット・ジェラードン・渡辺直美など）でネタ見せの授業には参加せず講師の話を熱心に聞くなど真剣だったが、卒業間際になってコンビを組んでいた相方の出席日数が足りず1年間のみフリーターに転身後、改めてワタナベコメディスクールへ8期生として入り直した。本人はここからを芸歴としてカウントしており、当時は望月隆寛（現・ダニエルズ）とコンビ「クチタマ80」を組んでいた。

## 来歴
小学校低学年から目立ちたがり屋で芸人を志していた上木だったが親からは反対され、大学を出てTOYOTAに就職していたが23・4歳ごろに今しかないと考え、NSC大阪校に26期生として入学。先述の通り二度の解散を経て、もう面白くなくていいからちゃんと仕事に来るような奴に声をかけようと思い、現在の相方・河野とコンビを組んだ。
河野の実兄は『爆笑オンエアバトル』を毎週録画するほど好きで、中学生の時に見たニブンノゴ!のコンパのネタを見て兄弟揃って息もできなくなるほど笑った。真面目だけが取り柄と自称し続け親にも担任にも高校教師になると言っていたが、大学のオープンキャンパスへ赴いた際に団塊の世代が詰まっているため自身が30歳になってやっと募集がかかるという旨を聞かされ、高校教師の夢はキッパリ諦めて芸人の道を進むことに決めた。
5回もコンビ結成を断られた（その中にはマービンJr.もいた）上木から笹塚の餃子屋に連れていかれた河野は、役者の仕事に本腰を入れた状態で半ば引退していたが上木にしつこく誘われたのをきっかけに、コンビを組む運びとなった。
2025年にコンビ名をキューティーうえき feat.こうのに改名し、個人名をそれぞれキューティーうえきとfeat.こうのに改名した。

## 芸風
主にコント。M-1グランプリに出場して漫才を演じることもある。
ネタ作りは2人で行なっている。

## 出演

### テレビ
- ウチのガヤがすみません!（日本テレビ）
- スマートフォンデュ（テレビ朝日）
- 鬼丸テレビ（テレビ埼玉）
- アメトーーク!「40歳過ぎてバイトやめられない芸人」（テレビ朝日）上木のみ
- 有吉の壁（日本テレビ）- 2022年3月29日（第3回若手予選会）[2][7]、3月30日[8]

### ラジオ
- マイナビ Laughter Night（TBSラジオ）